# 1992년 3월
| 1992년: 1월 · 2월 · 3월 · 4월 · 5월 · 6월 · 7월 · 8월 · 9월 · 10월 · 11월 · 12월 |

| <           | 1992년 3월 | 1992년 3월 | 1992년 3월 | 1992년 3월 | 1992년 3월 | >          |
| 일          | 월         | 화         | 수         | 목         | 금         | 토         |
| 1 1.27 병자 | 2 28 정축  | 3 29 무인  | 4 2.1 기묘 | 5 2 경진   | 6 3 신사   | 7 4 임오   |
| 8 5 계미    | 9 6 갑신   | 10 7 을유  | 11 8 병술  | 12 9 정해  | 13 10 무자 | 14 11 기축 |
| 15 12 경인  | 16 13 신묘 | 17 14 임진 | 18 15 계사 | 19 16 갑오 | 20 17 을미 | 21 18 병신 |
| 22 19 정유  | 23 20 무술 | 24 21 기해 | 25 22 경자 | 26 23 신축 | 27 24 임인 | 28 25 계묘 |
| 29 26 갑진  | 30 27 을사 | 31 28 병오 |            |            |            |            |

| 편집하기 |

## 1992년3월 24일
- 대한민국 제14대 총선이 실시되다.

## 1992년3월 2일
- 카자흐스탄, 몰도바, 키르기스스탄, 산마리노, 아르메니아, 아제르바이잔, 우즈베키스탄, 타지키스탄, 투르크메니스탄이 유엔에 가입하다.